# Friedrich Leopold von Preußen

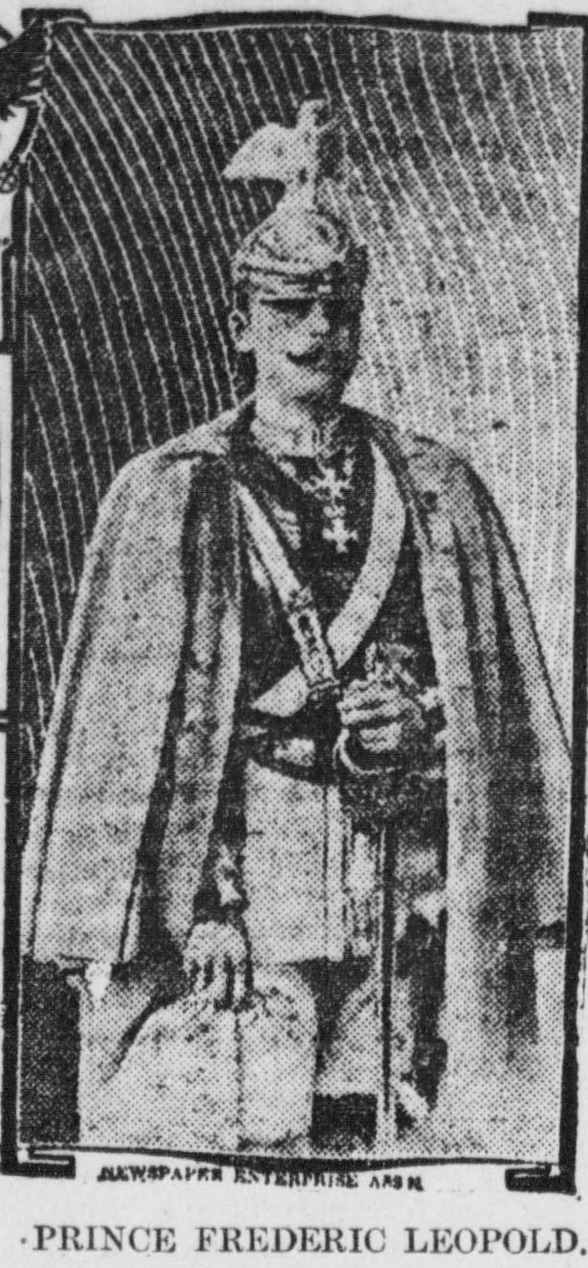
Prinz Friedrich Leopold in der Uniform des Regiments der Gardes du Corps mit brennender Zigarette (1904)

Joachim Karl Wilhelm Friedrich Leopold Prinz von Preußen, genannt Prinz Friedrich Leopold von Preußen, (* 14. November 1865 in Berlin; † 13. September 1931 in Krojanke, Landkreis Flatow) war ein Mitglied des Hauses Hohenzollern, Schwager der Kaiserin Auguste Viktoria und Generaloberst. In der Öffentlichkeit hatte er den Ruf eines enfant terrible der kaiserlichen Familie.

## Biographie

### Kaiserreich
Friedrich Leopold war der Sohn des Prinzen Friedrich Karl von Preußen, und der Prinzessin Marie-Anne von Anhalt-Dessau, der Tochter Herzog Leopold Friedrichs von Anhalt-Dessau. Friedrich Leopolds Geschwister waren Marie Elisabeth Luise Friederike, Elisabeth Anna (1857–1895) und Luise Margarethe Alexandra Viktoria Agnes.

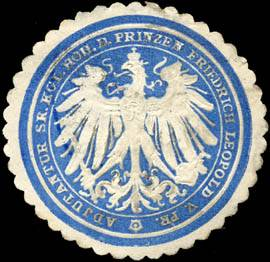
Siegelmarke Adjutantur Seiner Königlichen Hoheit des Prinzen Friedrich Leopold von Preussen

Friedrich Leopold schlug entsprechend der Familientradition eine militärische Laufbahn ein. So wurde er 1875 im Alter von zehn Jahren Sekondeleutnant im 1. Garde-Regiment zu Fuß in Potsdam und zugleich Kadett, nahm in diesem Alter jedoch nur an bestimmten Paraden des Regiments teil. Im Jahr 1885 trat Friedrich Leopold noch minderjährig das Erbe seines Vaters Prinz Friedrich Karl an, den umfangreichen Besitz in Flatow (18989 Hektar), Krojanke (6435 Hektar), sein Geburtshaus, das Ordenspalais am Wilhelmplatz in Berlin, das er nie benutzen sollte, und unweit von Potsdam den Forst Düppel und die Glienicker Schlösser in Wannsee. Nach dem Ende der Kadettenzeit erfolgte im selben Jahr die Beförderung zum Premierleutnant, 1888 zum Rittmeister, 1890 zum Major und 1893 zum Oberst. Als solcher wurde er am 20. Mai 1893 zum Kommandeur des Regiments der Gardes du Corps in Potsdam ernannt. Außerdem wurde er 1893 Regimentsinhaber des deshalb nach ihm benannten österreichischen k.u.k. Husarenregiments „Friedrich Leopold von Preußen“ Nr. 2. Vom 1. September 1894 bis zum 9. September 1898 kommandierte er die 4. Garde-Kavallerie-Brigade in Potsdam und anschließend mit der Beförderung zum Generalleutnant die 22. Division in Kassel. Daran schloss sich vom 7. Juni 1900 bis zum 21. März 1902 eine Verwendung als Inspekteur der 4. Kavallerie-Inspektion in Potsdam an. Mit der anschließenden Beförderung zum General der Kavallerie stellte ihn Wilhelm II. vom Dienst frei. Seither übte der Prinz seine militärischen Funktionen nur noch formal aus.
Der Prinz fiel in der Öffentlichkeit auf durch bizarre Fauxpas, ungeheure Ausgaben und zahllose kostspielige Gerichtsprozesse, die Friedrich Leopold mit stets neuen Rechtsvertretern nahezu immer erfolglos anstrengte. Daraus entstandene Zwistigkeiten innerhalb der Herrscherfamilie veranlassten 1904 das Hohenzollernoberhaupt Wilhelm II. zu einer geheimen Untersuchung des privaten Lebens und Treibens der Eheleute durch Gustav Steinhauer, den er als zeitweiligen Personenschützer persönlich kannte. Die Folgen waren ein weitgehender Ausschluss des Paares aus dem gesellschaftlichen Leben und die Überführung der Söhne ab ihrem zehnten Lebensjahr in Kadettenanstalten. Wilhelm entsandte Friedrich Leopold 1904 als Berater ins Hauptquartier der russischen Armee im Russisch-Japanischen Krieg in die Mandschurei und ernannte ihn 1907 zum Generalinspektor der Armee und am 10. September 1910 zum Generaloberst. Den gesamten Ersten Weltkrieg verbrachte Friedrich Leopold trotz seiner hohen Stellung auf seinem Anwesen in Glienicke ohne jemals eingesetzt oder öffentlich aufgetreten zu sein.

### Republik
Bei Ausbruch der Novemberrevolution war Friedrich Leopold sofort klar, dass das Ende der Monarchie auch das Ende seiner hausgesetzlich verankerten Bevormundung durch Wilhelm II. bedeutete. Er war über Nacht zu dem geworden, was er immer sein wollte: ein freier Privatmann. Treu seinem exzentrischen Stil ließ er auf seinem Wohnsitz in Glienicke am 10. November 1918 eine rote Fahne aufziehen, was deutschlandweit großes Aufsehen erregte. Im Dezember 1918 verweigerte Friedrich Leopold öffentlich den Treueschwur, den Prinz Heinrich von allen Familienmitgliedern gegenüber dem gestürzten Kaiser eingefordert hatte.
Schon während der Regentschaft Wilhelms II. hatte die Hohenzollernfamilie verschiedentlich versucht, Friedrich Leopold auf seinen Geisteszustand untersuchen zu lassen und ein zunächst erfolglos gebliebenes Entmündigungsverfahren eingeleitet. Nun trat dieser als erstes Mitglied der Familie aus dem Familienverband aus und verzichtete auf seine jährliche Apanage, sobald das republikanische Preußische Adelsgesetz vom 23. Juni 1920 dies gestattete. Er wurde Mitglied der linksliberalen Deutschen Demokratischen Partei.
Bereits 1919 war er ins schweizerische Lugano übergesiedelt, wo schon sein Sohn Friedrich Leopold jun. lebte, und von wo aus er seine vielfältigen Auseinandersetzungen fortführte und weiterhin Teile der wertvollen Kunstsammlung seines Großvaters verkaufte. Seinen Besitz in Deutschland hatte der Prinz im Jahr 1919 vollständig desorganisiert. Als der Freistaat Preußen versuchte, das unter Wilhelm II. aufgenommene Entmündigungsverfahren wiederaufzunehmen und zum Erfolg zu führen, scheiterte er im März 1921 wegen mittlerweile verstorbener Zeugen vor Gericht. Friedrich Leopolds Besitz Krojanke ging 1924 in die Rechtsgeschichte ein. Die Fideikommissherrschaft Krojanke hatte fast 22.000 Hektar Fläche und einen Vorkriegswert von 25,7 Millionen Mark. Ein Urteil des Reichsgerichts vom 21. Juni erkannte seine vormaligen Familienfideikommissanteile, unter anderem Krojanke, als Privateigentum an und fällte damit eine wichtige Grundsatzentscheidung zu den Entschädigungsansprüchen des deutschen Adels in der Weimarer Republik. In weiteren Prozessen stritt der Prinz um Effektenfonds, das Ordenspalais in Berlin, die Herrschaft Düppel-Dreilinden und die Schlösser in Klein-Glienicke. Mitten in Verhandlungen über die Verpachtung des Jagdschlosses Glienicke als Hotel starb Friedrich Leopold 1931 in Krojanke. Weil seine älteren Söhne bereits verstorben waren und er Friedrich Leopold jun. inzwischen enterbt hatte, trat sein minderjähriger Enkel Friedrich Karl sein Erbe an.
Friedrich Leopold ist bestattet im Prinzenfriedhof des Parks Klein-Glienicke.

### Freimaurerei
Friedrich Leopold war der letzte Protektor der preußischen Freimaurerei aus dem Hause Hohenzollern. Aufgenommen 1889 in der Johannisloge „Friedrich Wilhelm zur Morgenröte“, wurde er 1894 Protektor aller drei preußischen Großlogen. Seit 1895 war er zudem Ordensmeister des Freimaurerordens. Schon 1893 wurde er zum Ritter des schwedischen königlichen Ordens Karls XIII. geschlagen, der nur Freimaurern zugänglich ist. Mit dem Ende der Hohenzollernherrschaft in Preußen endete auch das Protektorat des Prinzen Friedrich Leopold über die preußischen Großlogen.

### Ehrenämter
Prinz Friedrich Leopold war seit 1884 Mitglied des Corps Borussia Bonn. Ab 1886 war der Prinz Protektor des Bürgerschützenvereins Wesel.

### Benennungen
Im Berliner Bezirk Steglitz-Zehlendorf erinnern an ihn im Ortsteil Nikolassee die Prinz-Friedrich-Leopold-Straße und der Prinz-Friedrich-Leopold-Kanal, der den Griebnitzsee mit dem Stölpchensee verbindet.

## Nachkommen

Louise Sophie und Friedrich Leopold (1889)

Friedrich Leopold hatte am 24. Juni 1889 in Berlin Prinzessin Louise Sophie von Schleswig-Holstein-Sonderburg-Augustenburg geheiratet. Sie war die Schwester der Deutschen Kaiserin Auguste Viktoria, der Gemahlin Kaiser Wilhelms II. Das Ehepaar bezog das Jagdschloss in Glienicke, das zuvor durch Albert Geyer aufwendig renoviert worden war, während das väterliche Schloss Glienicke vernachlässigt wurde. Beide hatten zusammen vier Kinder:
- Viktoria Margarete Elisabeth Marie Adelheid Ulrike (* 17. April 1890; † 9. September 1923)

⚭ 1913–1922 Prinz Heinrich XXXIII. Reuß zu Köstritz (1879–1942)
- Joachim Viktor Wilhelm Leopold Friedrich Sigismund (1891–1927)

⚭ 1916 Prinzessin Marie Luise zu Schaumburg-Lippe (1897–1938)
- Tassilo Wilhelm Humbert Leopold Friedrich Karl (1893–1917), unverheiratet.
- Franz Joseph Oskar Ernst Patrick Friedrich Leopold (1895–1959), unverheiratet.

## Auszeichnungen
Friedrich Leopold war Ritter des Schwarzen Adlerordens. 1886 wurde ihm das Großkreuz des Ordens der Württembergischen Krone verliehen.